# Lluís Rubiralta i Garriga
Lluís Rubiralta i Garriga (Manresa, 1902 – Barcelona, 1980) va ser un impressor molt vinculat al moviment cultural manresà.
Va ser militant d'Acció Catalana, i presidí el Centre Excursionista Montserrat i la delegació a Manresa de l'entitat Amics de l'Art Vell. Apassionat de l'art, fou un dels membres més actius en el salvament del patrimoni artístic durant la Guerra Civil. És també autor de les fotografies, de gran valor històric, que mostren tant el procés de destrucció de les esglésies manresanes com la catalogació de les obres d'art que es pogueren salvar de la rauxa revolucionària i anticlerical d'aquells moments.
La Diputació de Barcelona ha fet una exposició sobre gravats de la família Abadal que eren propietat de Lluís Rubiralta. Fins al 19 de novembre de 2017, aquesta exposició estarà al Museu Comarcal de Manresa.